# جودة الفهم
جودة الفهم صحة الانتقال من الملزومات إلى اللوازم، كذا في اصطلاحات السيد الجرجاني. وأما سرعة الفهم فملكة للنفس يقتدر بها على الانتقال من الملزومات إلى اللوازم بلا فصل مكث. والفهم عبارة عن تصور المعنى من لفظ المخاطب.
وخلافه التعقيد وهو عند البديعيين خلل في الانتقال أي لا يكون ظاهر الدلالة على المراد لخلل في انتقال الذهن من المعنى الأول المفهوم بحسب اللغة إلى الثاني المقصود، بسبب إيراد اللوازم البعيدة المفتقرة إلى الوسائط الكثيرة، مع خفاء القرائن الدالة على المقصود،